# Eatoniella
Genre
Synonymes
- Cerostraca Oliver, 1915
- Dardania Hutton, 1882
- Dardanula Iredale, 1915
- Eatonia E. A. Smith, 1875
- sous-genre Eatoniella (Albosabula) Ponder, 1965
- sous-genre Eatoniella (Caveatoniella) Ponder, 1965
- sous-genre Eatoniella (Eatoniella) Dall, 1876
- Pellax Finlay, 1926[1]

Eatoniella est un genre de mollusques gastéropodes appartenant à la famille des Eatoniellidae. L'espèce-type est Eatoniella kerguelenensis.

## Liste d'espèces
Selon World Register of Marine Species (29 septembre 2017) :
- Eatoniella afronigra Ponder & Worsfold, 1994
- Eatoniella ainsworthi (Hedley, 1916)
- Eatoniella albocolumella Ponder, 1965
- Eatoniella alboelata Ponder, 1983
- Eatoniella algoensis (Thiele, 1925)
- Eatoniella ansonae Ponder & Yoo, 1978
- Eatoniella argentinensis Castellanos & Fernández, 1972
- Eatoniella atervisceralis Ponder, 1965
- Eatoniella atrella Ponder & Yoo, 1978
- Eatoniella atropurpurea (Frauenfeld, 1867)
- Eatoniella australiensis (Thiele, 1930)
- Eatoniella bathamae Ponder, 1965
- Eatoniella bennetti (Preston, 1912)
- Eatoniella caliginosa (E. A. Smith, 1875)
- Eatoniella cana Ponder, 1983
- Eatoniella capensis Thiele, 1912
- Eatoniella castanea Ponder & Worsfold, 1994
- Eatoniella contusa Strebel, 1908
- Eatoniella delli Ponder, 1965
- Eatoniella demissa (E. A. Smith, 1915)
- Eatoniella denticula Ponder & Worsfold, 1994
- Eatoniella depressa Ponder & Yoo, 1978
- Eatoniella dilatata (Powell, 1955)
- Eatoniella duperrei (Vélain, 1877)
- Eatoniella ebenina Ponder & Worsfold, 1994
- Eatoniella exigua Ponder & Yoo, 1978
- Eatoniella flammulata (Hutton, 1878)
- Eatoniella fossa Ponder, 1965
- Eatoniella fulva Ponder & Yoo, 1978
- Eatoniella fuscosubucula Ponder, 1965
- Eatoniella galbinia (Laseron, 1950)
- Eatoniella georgiana (Pfeffer, 1886)
- Eatoniella glacialis (E. A. Smith, 1907)
- Eatoniella globosa Ponder, 1965
- Eatoniella glomerosa Ponder & Worsfold, 1994
- Eatoniella helga (Bartsch, 1915)
- Eatoniella hewittae Ponder & Yoo, 1978
- Eatoniella howensis Ponder & Yoo, 1978
- Eatoniella hyalina Thiele, 1912
- Eatoniella ignota (Thiele, 1925)
- Eatoniella insueta (Laws, 1950) †
- Eatoniella iredalei (W. R. B. Oliver, 1915)
- Eatoniella janetaylorae Kay, 1979
- Eatoniella japonica Thiele, 1925
- Eatoniella juliae Ponder & Yoo, 1978
- Eatoniella kerguelenensis (E. A. Smith, 1875)
- Eatoniella laevicordata (Laws, 1940) †
- Eatoniella lampra (Suter, 1908)
- Eatoniella latebricola Ponder, 1965
- Eatoniella limbata (Hutton, 1883)
- Eatoniella lineata Worsfold, Avern & Ponder, 1993
- Eatoniella lutea (Suter, 1908)
- Eatoniella mcleani Ponder & Worsfold, 1994
- Eatoniella melanochroma (Tate, 1899)
- Eatoniella minima (Thiele, 1925)
- Eatoniella mortoni Ponder, 1965
- Eatoniella nigra (d'Orbigny, 1840)
- Eatoniella notalabia Ponder, 1965
- Eatoniella notata Ponder & Yoo, 1978
- Eatoniella obtusispira (Powell, 1955)
- Eatoniella occulta Ponder, 1983
- Eatoniella olivacea (Hutton, 1882)
- Eatoniella ordinaria (E. A. Smith, 1890)
- Eatoniella pallida (Powell, 1937)
- Eatoniella pellucida (Tate & May, 1900)
- Eatoniella perforata Ponder, 1965
- Eatoniella pfefferi (Suter, 1909)
- Eatoniella picea Ponder & Worsfold, 1994
- Eatoniella pigmenta Kay, 1979
- Eatoniella poutama (E. C. Smith, 1962)
- Eatoniella praecursor (Laws, 1939) †
- Eatoniella prestoni Ponder & Yoo, 1978
- Eatoniella pullmitra Ponder, 1965
- Eatoniella puniceolinea Ponder & Yoo, 1978
- Eatoniella puniceomacer Ponder, 1965
- Eatoniella rakiura Ponder, 1965
- Eatoniella rivertonensis (Finlay, 1924) †
- Eatoniella roseocincta (Suter, 1908)
- Eatoniella roseola (Iredale, 1915)
- Eatoniella roseospira (Powell, 1937)
- Eatoniella sedicula (Laws, 1941) †
- Eatoniella shepherdi Ponder & Yoo, 1978
- Eatoniella smithae Ponder, 1965
- Eatoniella stewartiana Ponder, 1965
- Eatoniella strebeli Ponder & Worsfold, 1994
- Eatoniella subexcavata (Laws, 1941) †
- Eatoniella subgoniostoma Strebel, 1908
- Eatoniella subrufescens (E. A. Smith, 1875)
- Eatoniella talboti Ponder & Yoo, 1978
- Eatoniella taylorae Ponder & Yoo, 1978
- Eatoniella tenella (Powell, 1937)
- Eatoniella thalia (Bartsch, 1915)
- Eatoniella tristanensis Worsfold, Avern & Ponder, 1993
- Eatoniella trochiformis Worsfold, Avern & Ponder, 1993
- Eatoniella turricula Ponder & Worsfold, 1994
- Eatoniella varicifera Ponder, 1983
- Eatoniella varicolor Ponder, 1965
- Eatoniella verecunda (Suter, 1908)
- Eatoniella victoriae Ponder & Yoo, 1978
- Eatoniella zigzag Ponder & Worsfold, 1994